# 955

## Události
- 10. srpen – bitva na Lechu, Ota I. Veliký rozdrtil maďarské nájezdníky
- 16. října – bitva na řece Recknitz

## Narození
- ? – Ota II., císař
- ? – Anastasius I. (Astrik), první arcibiskup Ostřihomský († 1037)
- ? – Jaropolk I., kníže Kyjevské Rusi († 978)

## Úmrtí
- 10. srpna – Konrád Rudý, lotrinský vévoda (* cca 922)
- 1. listopadu – bavorský vévoda Jindřich I.
- 8. listopadu – papež Agapetus II.
- 23. listopadu – Edred, anglický král (* cca 923)

## Hlavy států
- České knížectví – Boleslav I.
- Papež – Agapetus II. – Jan XII.
- Anglické království – Edred – Edwy
- Skotské království – Indulf
- Východofranská říše – Ota I. Veliký
- Západofranská říše – Lothar I.
- Uherské království – Fajsz – Takšoň
- První bulharská říše – Petr I. Bulharský
- Byzanc – Konstantin VII. Porfyrogennetos